# Sergeant
Sergeant (franska sergent, medeltidslatin servientem, 'tjänare', eller serviens, 'tjänande') var i Frankrike under medeltiden en stridbar men lågboren tjänare till en riddare. Den ska ej förväxla med väpnare eller page, som var riddarens lärlingar. Sergeanten var ofta beväpnad med pilbåge eller armborst, betraktade som oridderliga vapen. En liknande titel på tyska var knecht.
Sedermera blev titeln en underofficersgrad inom det militära (bland annat i Sverige) och en lägre grad inom polisväsendet.

## Australien

### Polis
Graden sergeant finns inom samtliga polisorganisationer i Australien.

## Finland
Sergeant är en underofficersgrad i den finländska försvarsmakten. Graden är högre än undersergeant men lägre än översergeant.